# Plaza de Amelienborg
Plaza de Amelienborg (en danés: Amalienborg Plads) es una pintura al óleo sobre lienzo realizada por el artista danés Vilhelm Hammershøi en el año 1896, se encuentra en la Galería Nacional de Dinamarca en Copenhague.

## Descripción
Esta pintura muestra la plaza Amalienborg de Copenhague, en un entorno nebuloso con plena luz del sol en el año 1768, se aprecia en la parte derecha la estatua neoclásica de Federico V a caballo, encargada por la Asiatic Company y creada por el escultor francés Jacques Saly. Esta estatua tardó 14 años en completarse y costó más que los cuatro edificios palaciegos de Amalienborg que la rodean, lo que es quizá la razón por Hammershøi decidió colocarlo en plena luz del sol. La falta de cualquier rastro de vida humana en la pintura es típico de la obra de Hammershøi y hace hincapié en las cualidades monumentales de la materia. Las líneas arquitectónicas sesgadas dan a la pintura una sensación de espacio y el jinete parece estar trotando tranquilamente fuera de la pintura, dejando el palacio de dos dimensiones detrás de él. El efecto de trampantojo hace que la pintura parezca de medida más alta que ancha, cuando en realidad es cuadrada.
Otras pinturas monumentales de la arquitectura de Hammershøi en este período fueron:

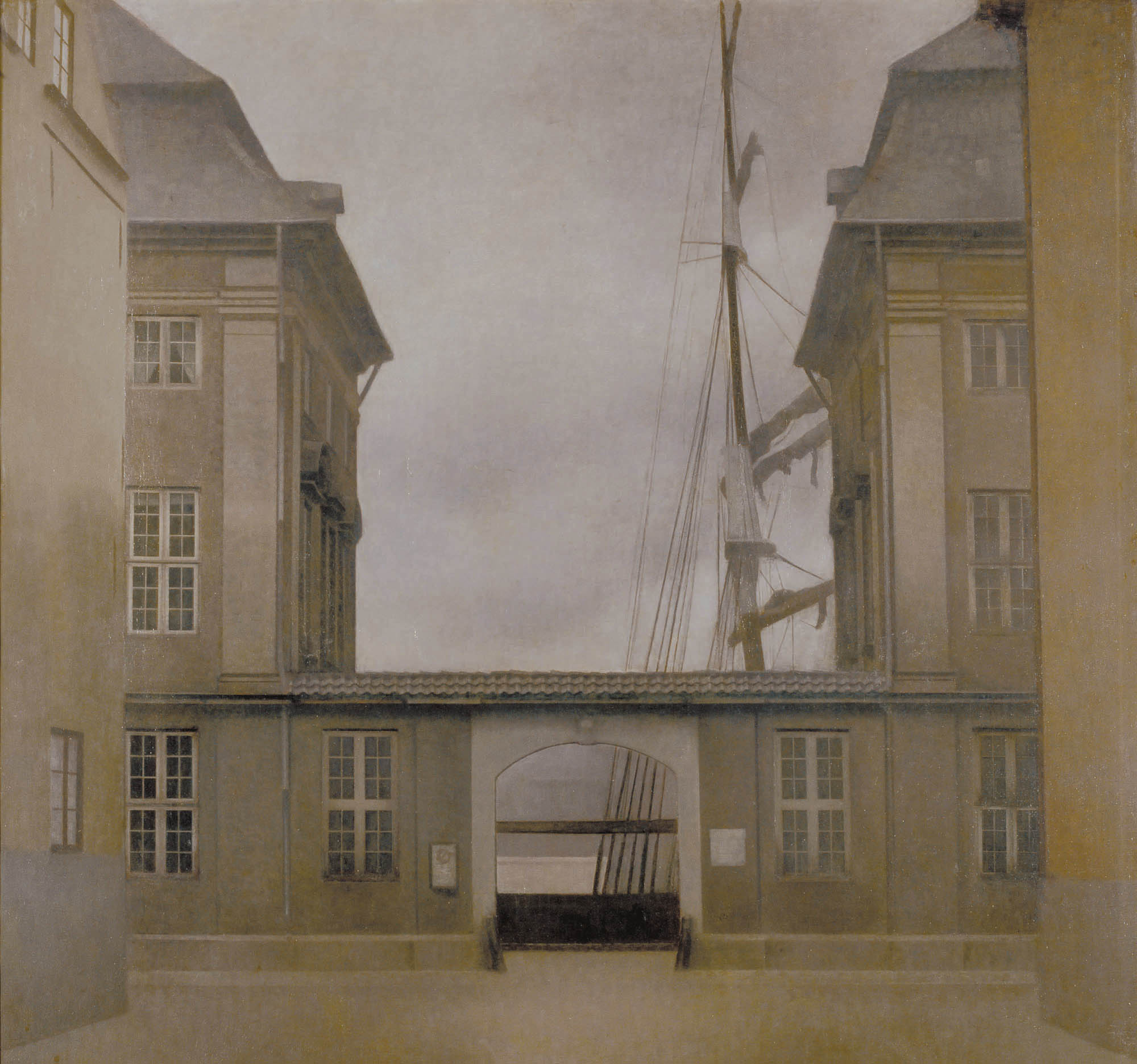
Los edificios viejos de la Sociedad Asiática, 1902
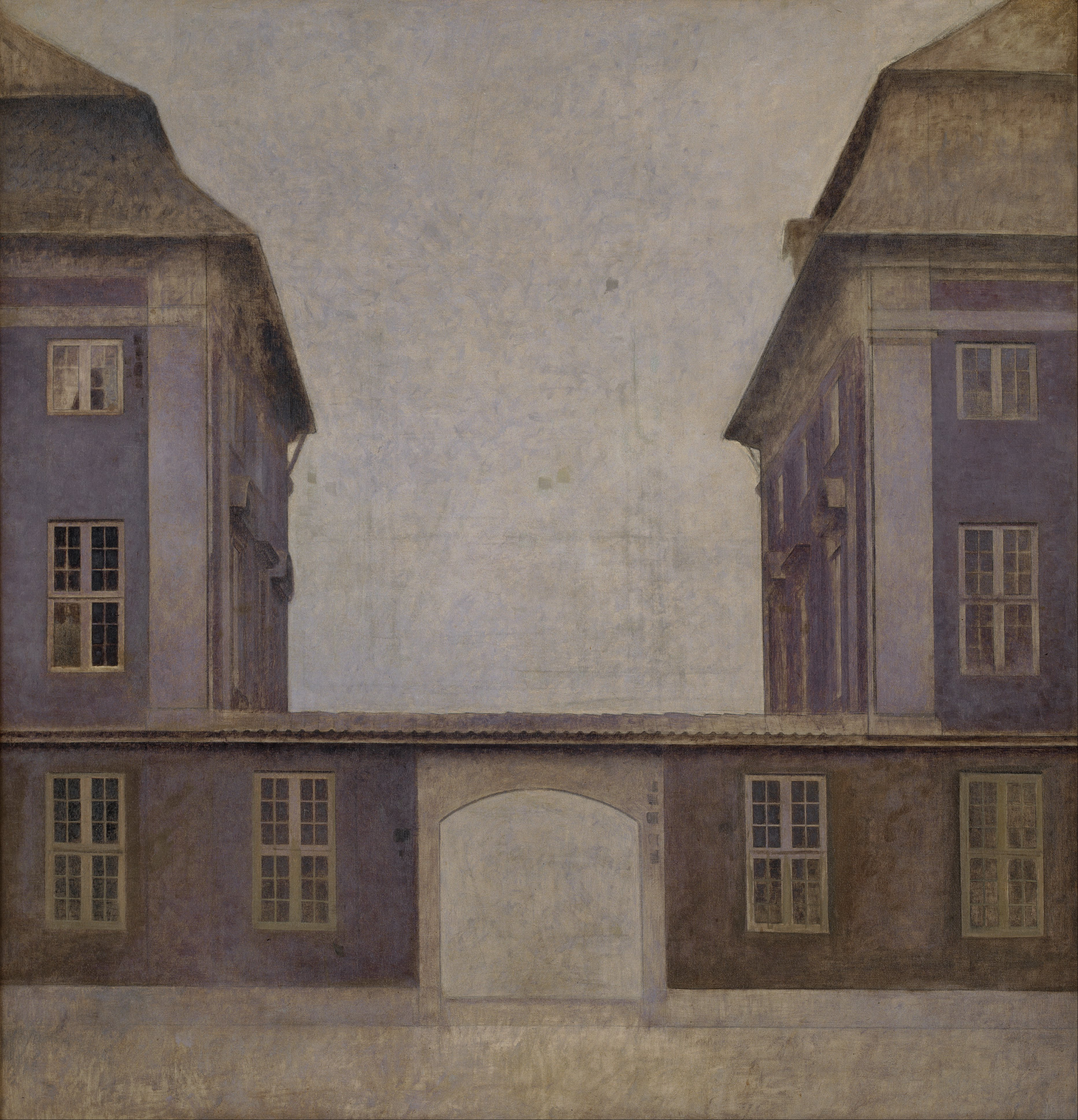
Edificios de la Sociedad Asiática desde la calle de St.Annae, 1902
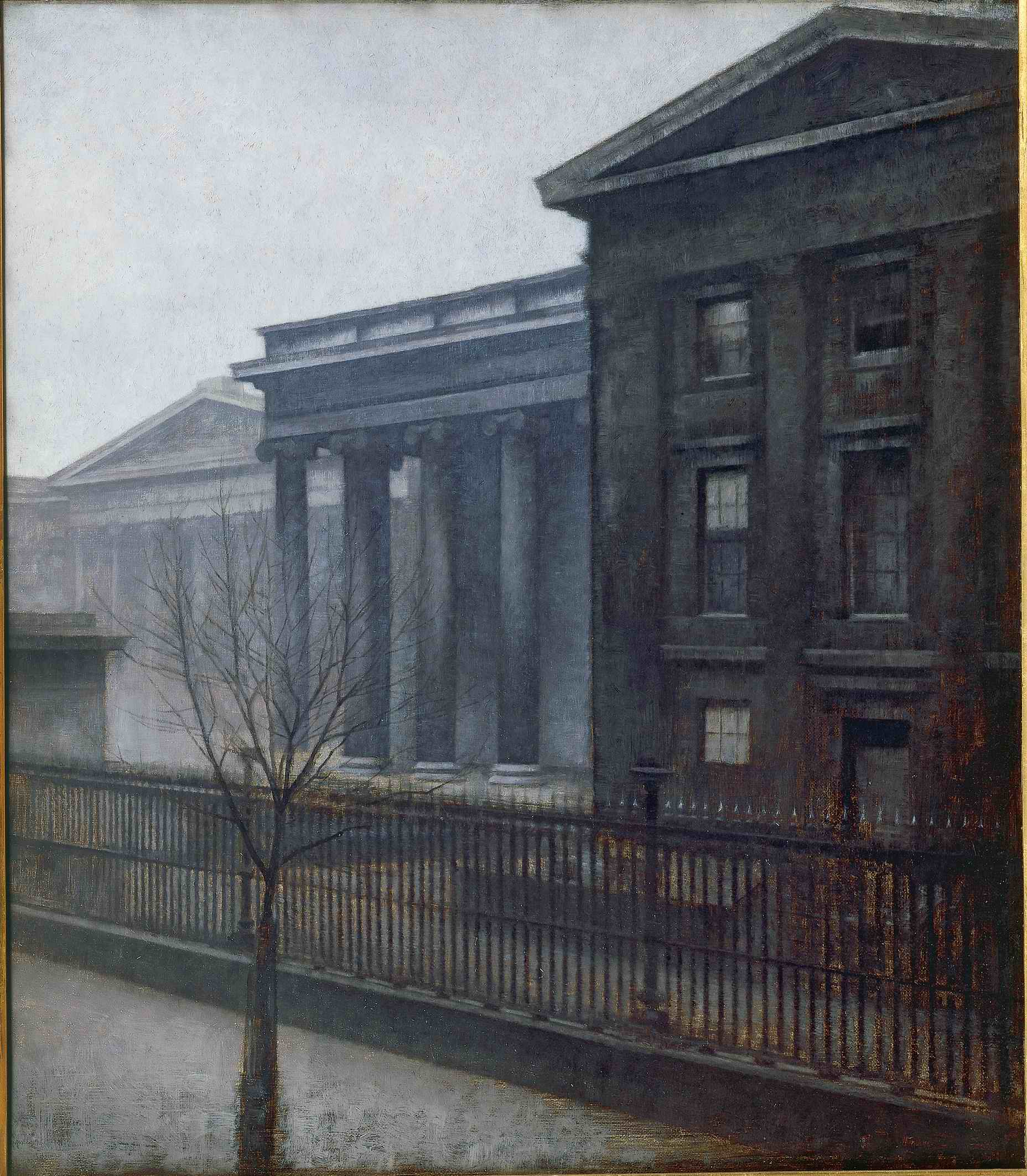
Museo Británico, 1906
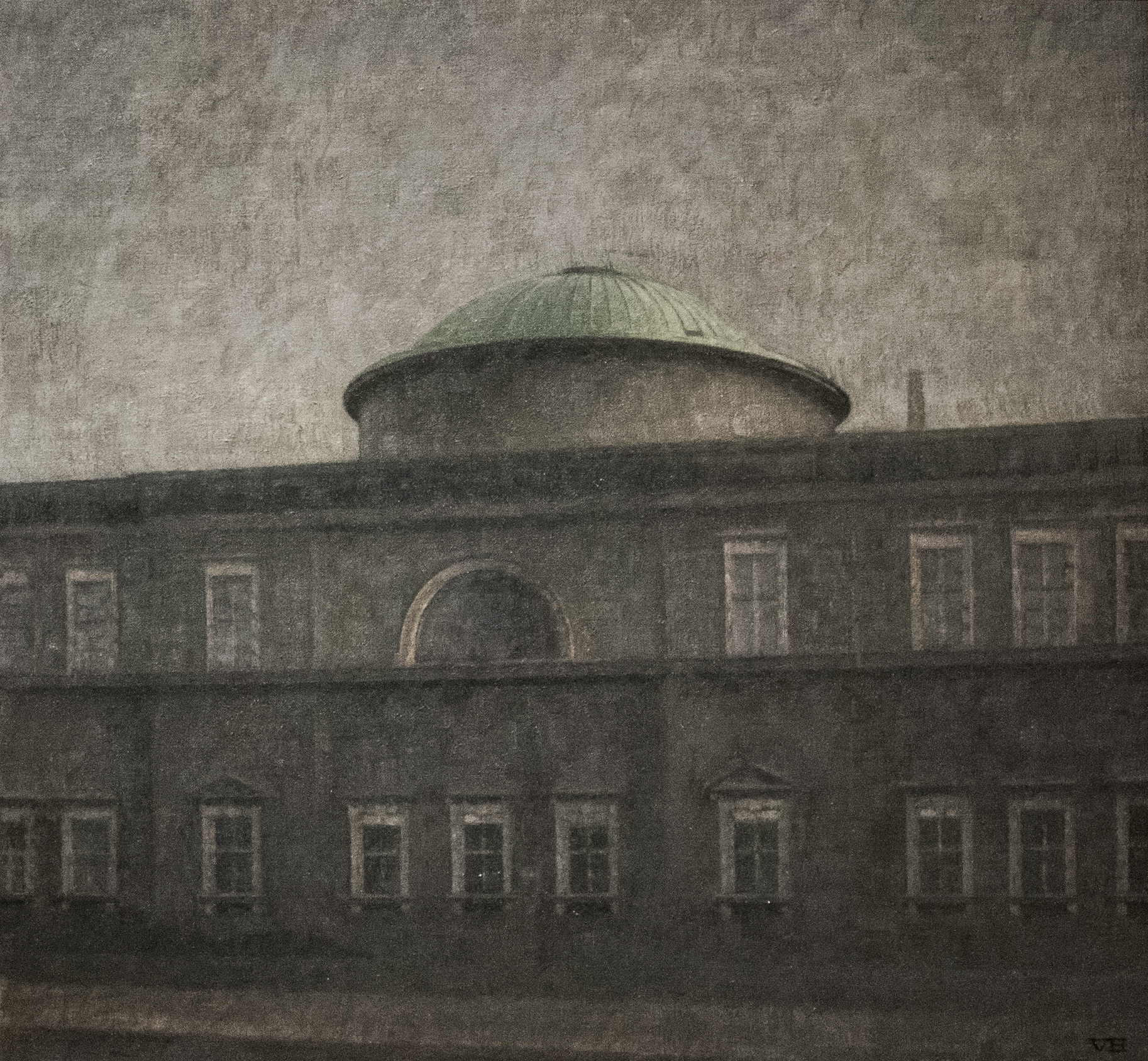
La iglesia del palacio Real de Copenhague, 1910

## Europeana 280
En abril de 2016, la pintura Plaza de Amelienborg fue seleccionada como una de las diez obras artísticas más importantes de Dinamarca por el proyecto Europeana.